# الفحم في الصين

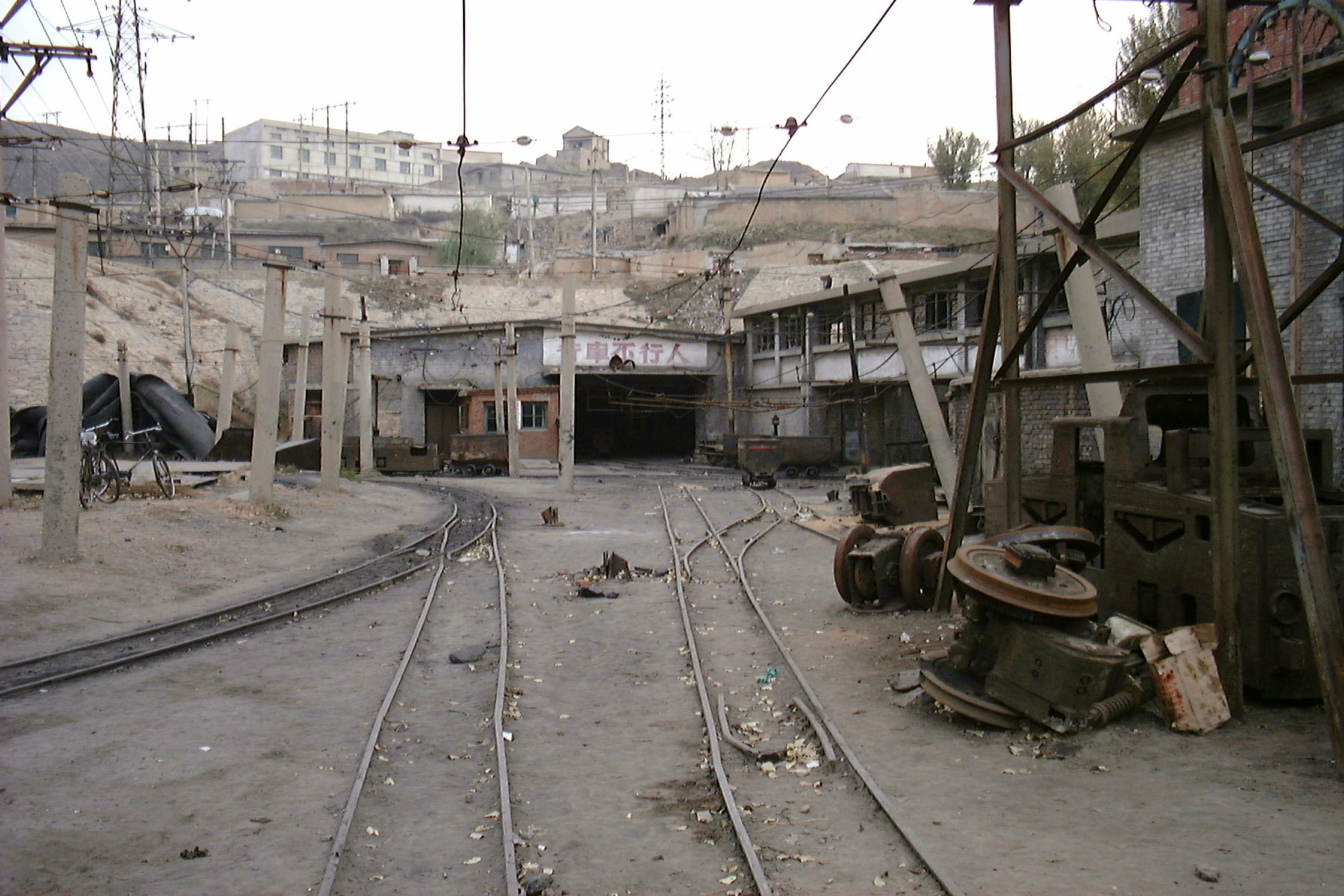
مدخل إلى منجم فحم صغير في الصين

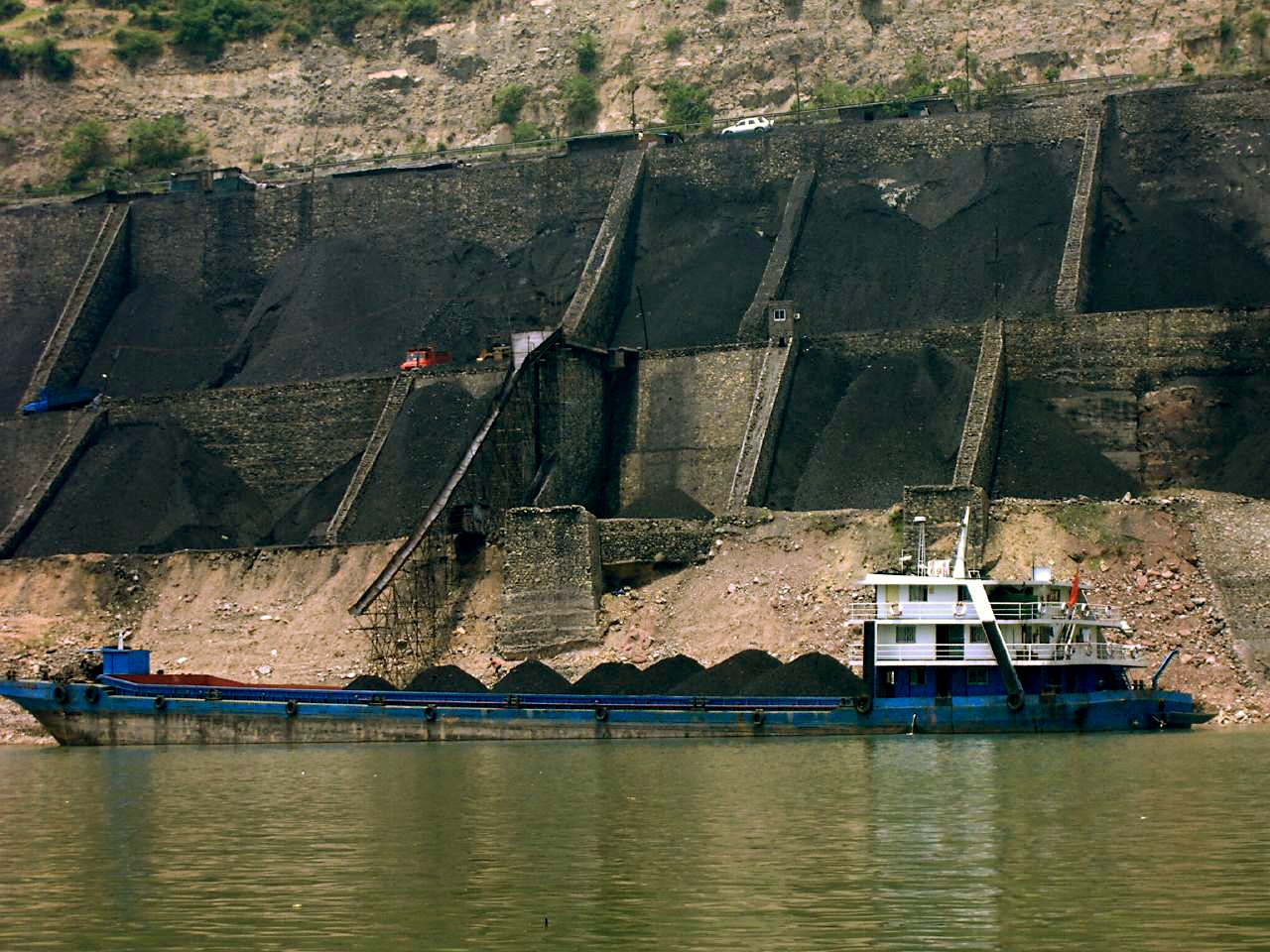
عملية شحن الفحم في الصين

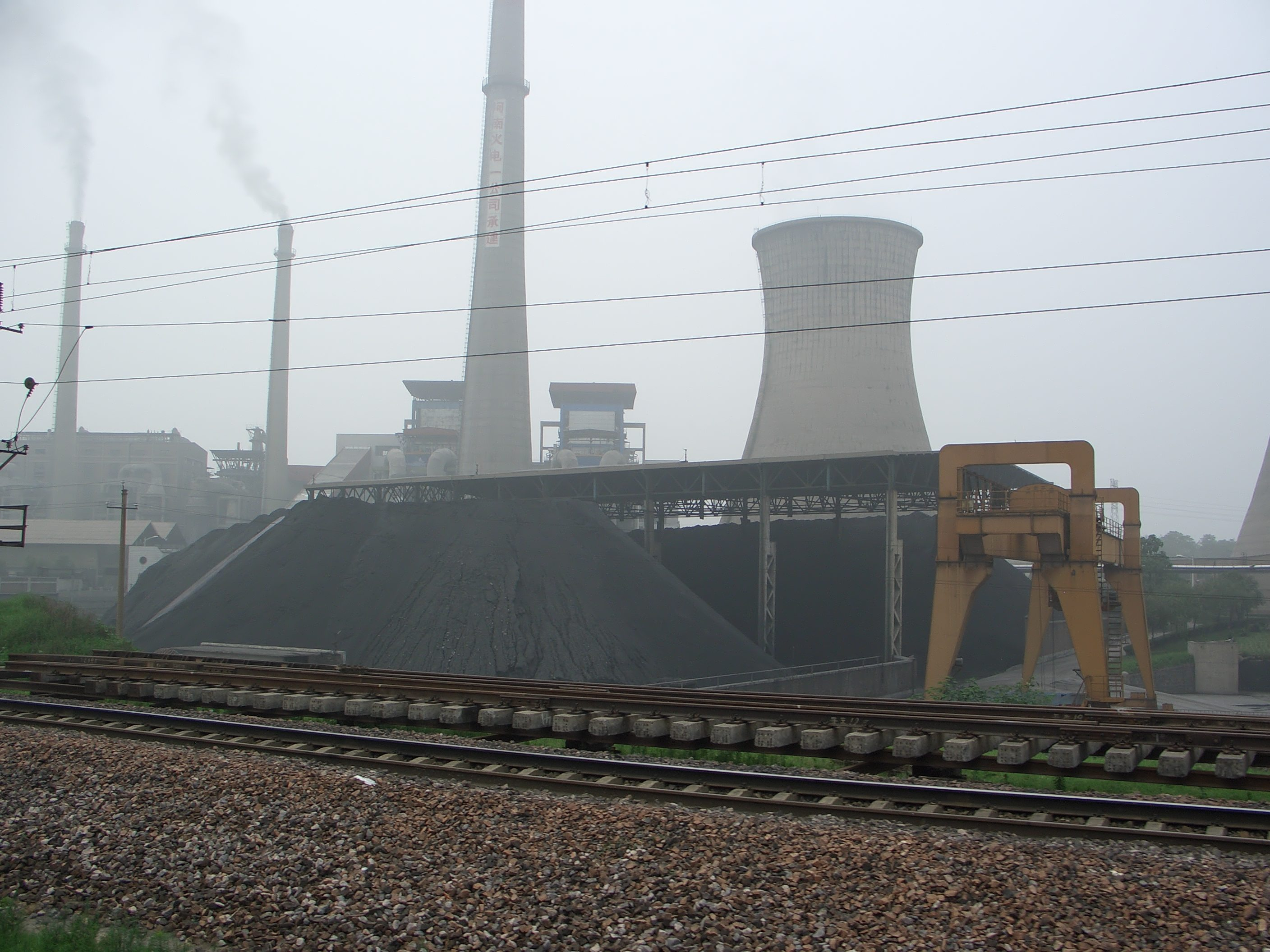
محطة لتوليد الكهرباء من الفحم

تعتبر الصين أكبر منتج ومستهلك للفحم في العالم وهي أكبر مستخدم للكهرباء المستمدة من طاقة الفحم وتقوم بتوليد ما يقدر بحوالى 73٪ من إنتاج الكهرباء من الفحم في عام 2014م.
وانخفض إنتاج واستهلاك الفحم كمصدر لتوليد الطاقة الكهربائية في الصين منذ عام 2013م. وتتوقع إدارة معلومات الطاقة الأمريكية أن يستمر الانخفاض حتى يصل إلى 45٪ في عام 2040م.
ومنذ عام 2016م والسلطات المركزية أمرت بتشديد الرقابة للحد من نمو محطات الطاقة التي تعتمد على الفحم وبالرغم من مقاومة السلطات المحلية لانها تدرك أهميتها في خلق فرص العمل. وأصدرت الإدارة الوطنية للطاقة توجيها في أبريل 2016م لكبح بناء محطات طاقة جديدة تعتمد على الفحم في جميع أنحاء البلاد. وأعقب هذا الأمر في يناير 2017م اغلقت وكالة الطاقة النووية 103 من محطات توليد الكهرباء التي تعمل بالفحم والقضاء على 120 جيجاوات من قدرات توليد الطاقة بالفحم في المستقبل.

## موارد الإنتاج

### احتياطيات الفحم

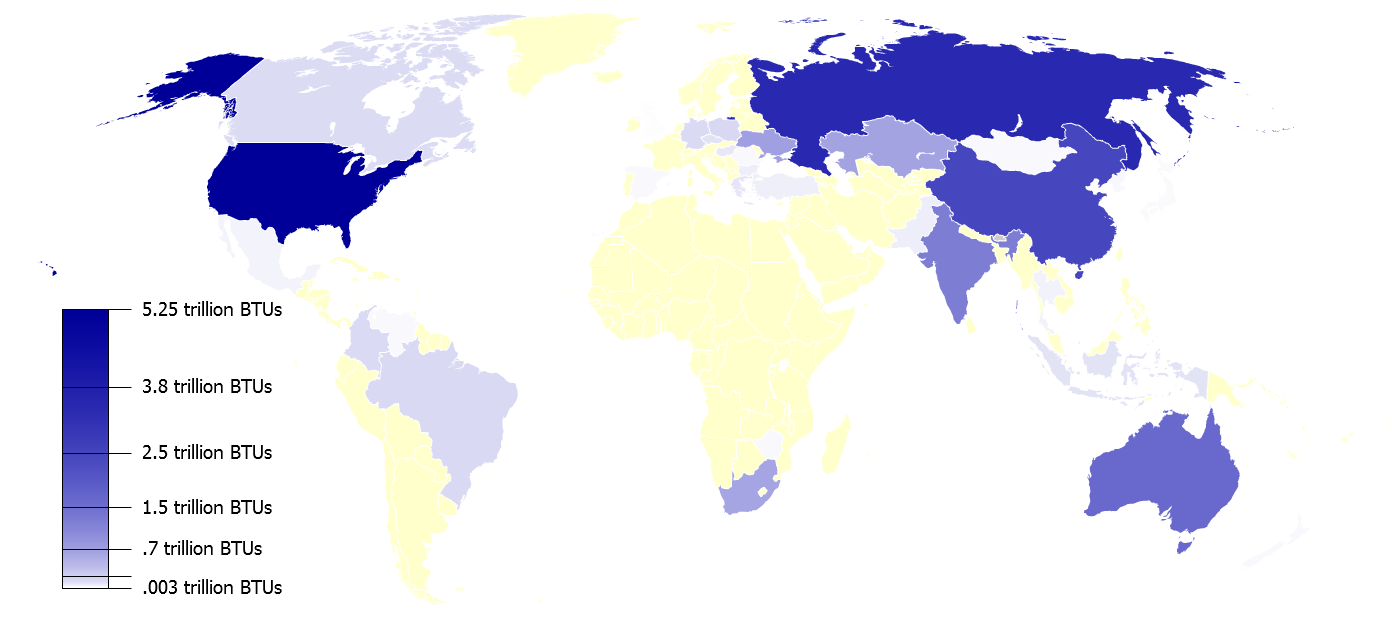
احتياطيات الفحم لكل وحدة حرارية اعتبارا من عام 2009

موارد الفحم في الصين (2001)

.اعتبارا من نهاية عام 2014 كانت الصين لديها 62 مليار طن من فحم الأنثراسايت و 52 مليار طن من فحم الليغنيت عالي الجودة الفحم. وتحتل الصين المرتبة الثالثة في العالم من حيث إجمالي احتياطيات الفحم بعد الولايات المتحدة وروسيا. وتقع معظم احتياطيات الفحم في الشمال والشمال الغربي من البلاد وهو الأمر الذي يشكل مشكلة لوجستية كبيرة لتوريد الكهرباء في المناطق الساحلية المكتظة بالسكان. وفي مستويات الإنتاج الحالية الصين لديها احتياطيات لمدة 30 سنة. ومع ذلك البعض الآخر يشير إلى أن الصين لديها احتياطيات من الفحم يكفي للحفاظ على النمو الاقتصادي لمدة قرن أو أكثر. 

### إنتاج الفحم

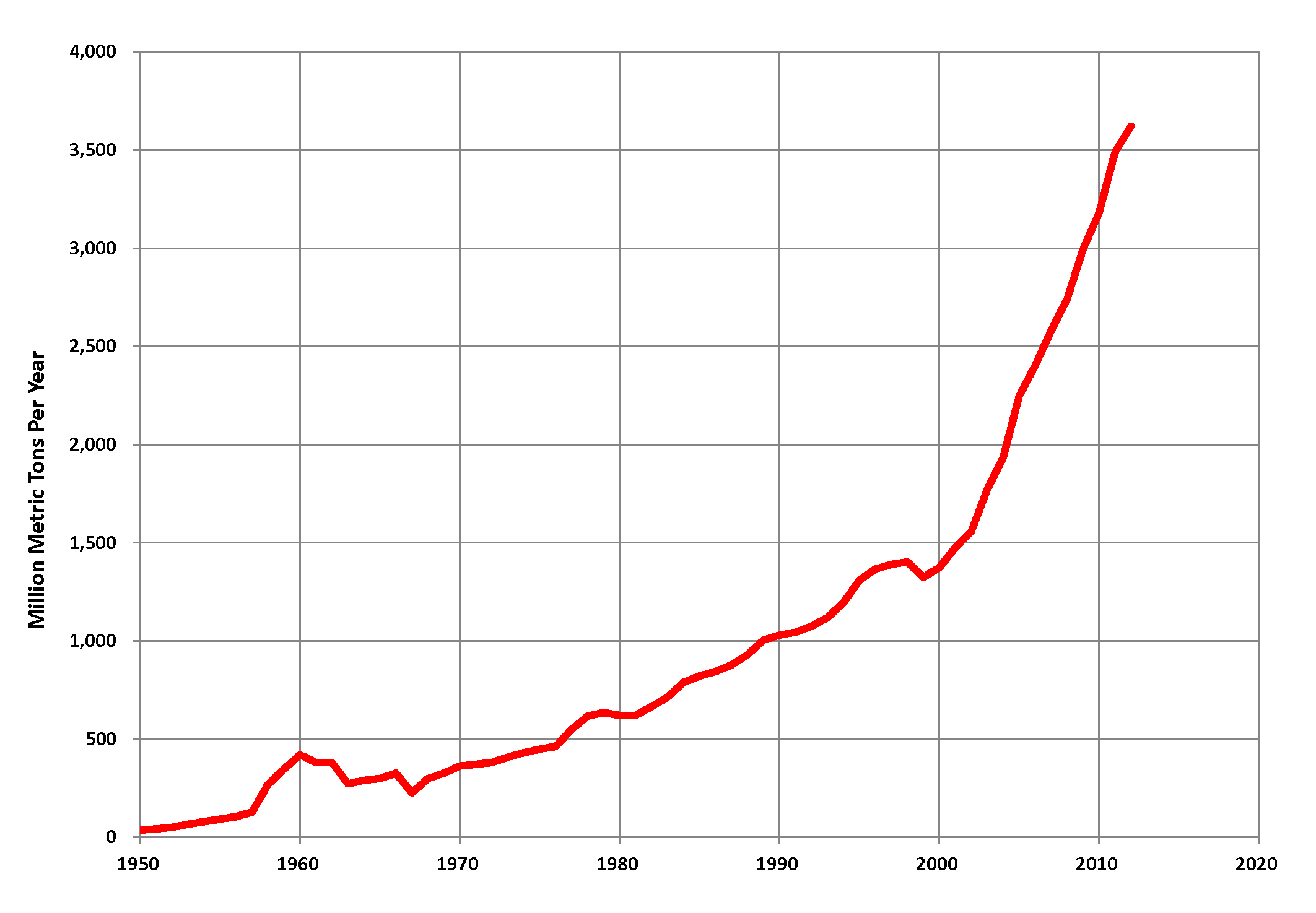
إنتاج الفحم في الصين (1950-2012)

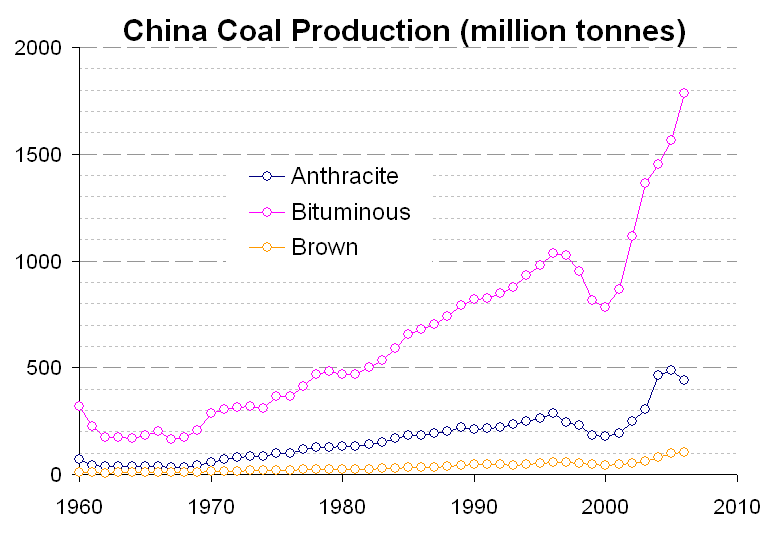
إنتاج الفحم في الصين حسب النوع.

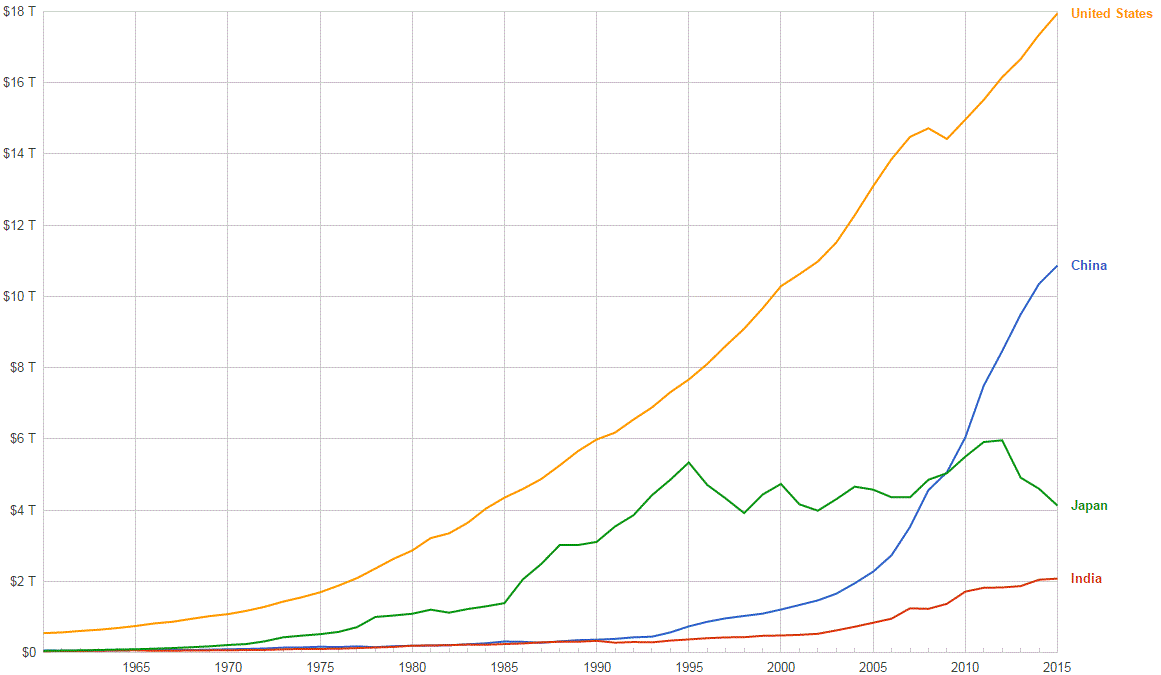
الناتج المحلي الإجمالي للصين وإنتاج الفحم ويظهر مدى تأثر الفحم بالتغيرات الاقتصادية.

الصين هي أكبر منتج للفحم في العالم ولكن اعتبارا من عام 2015م أسفر انخفاض أسعار الفحم إلى تسريح الكثير من عمال مناجم الفحم في شمال شرق البلاد.
| العام | إنتاج الفحم (مليار طن قصير) |
| ----- | --------------------------- |
| 2000  | 1.00                        |
| 2001  | 1.11                        |
| 2002  | 1.42                        |
| 2003  | 1.61                        |
| 2004  | 2.00                        |
| 2005  | 2.19                        |
| 2006  | 2.38                        |
| 2007  | 2.62                        |
| 2008  | 2.72                        |
| 2009  | 2.96                        |
| 2008  | 3.96                        |
| 2014  | 3.89                        |

| الفحم في الصين (مليون طن متري)                      | الفحم في الصين (مليون طن متري) | الفحم في الصين (مليون طن متري) | الفحم في الصين (مليون طن متري) |
| --------------------------------------------------- | ------------------------------ | ------------------------------ | ------------------------------ |
|                                                     | الإنتاج                        | صافى الواردات                  | صافى المتاح                    |
| 2005                                                | 2,226                          | -47                            | 2,179                          |
| 2008                                                | 2,761                          | لا توجد بيانات                 | 2,761                          |
| 2009                                                | 2,971                          | 114                            | 3,085                          |
| 2010                                                | 3,162                          | 157                            | 3,319                          |
| 2011                                                | 3,576                          | 177                            | 3,753                          |
| بواسطة : وكالة الطاقة الدولية (IEA) ماعدا هونغ كونغ |                                |                                |                                |

 يعتبر الفحم هو المصدر الرئيسي للطاقة في الصين حيث أنه في عام 2011م كان إنتاج الفحم في الصين يعادل 3,576 طن متري × 0,522 طن نفط مكافئ / طن × 11.630 ميجاوات / طن نفط مكافئ = 21709 تيرا/وات/ساعة. وإذا افترضنا نفس القيمة الحرارية للفحم المستورد سيكون التقييم الصافى لطاقة الفحم المتاحة 22784 تيرا/وات/ساعة. وعلى افتراض أن الفحم المستورد يساوي الفحم المحلي طبقا لوكالة الطاقة الدولية (IEA) يكون التقييم بحوالي 17.000 تيرا/وات/ساعة في عام 2008 و22.800 تيرا/وات/ساعة في عام 2011. وحدثت زيادة قدرها 5800 تيرا/وات/ساعة في ثلاث سنوات. وبلغ إجمالي إنتاج الطاقة المتجددة في الصين 3027 تيرا/وات/ساعة. وفي عام 2008 كان2.761 تيرا/وات/ ساعة وفي عام 2005 . وحدثت زيادة قدرها 266 تيرا/وات/ساعة في ثلاث سنوات. وفي نفس الفترة من عام 2005 إلى عام 2008 زاد استخدام الفحم السنوي ليصل إلى 3.341 تيرا/وات/ ساعة. 
يستمر الطلب على الطاقة في الصين في الزيادة مع تضاعف الطلب الكهرباء تقريبا في عام 2013. والطلب على الفحم في الصين قد ارتفع بسرعة كبيرة بحيث كان الطلب يتجاوز الإنتاج بسبب عوامل مثل الحملة حكومية على مناجم الفحم التي تعتبر غير آمنة وملوثة للبيئة والتي تم اغلاقها من أجل دورة الألعاب الاولمبية الصيفية لعام 2008م.
وفي 6 يوليو عام 2008م في وسط وشمال الصين 2.5٪ من محطات الطاقة المعتمدة على الفحم في البلاد التي تقدر (58 وحدة أي 14020 ميجاوات من الطاقة) أغلقت بسبب نقص الفحم والتي اضطرت الحكومات المحلية اضطرت إلى الحد من استهلاك الكهرباء وإصدار تحذيرات من انقطاع الكهرباء وهذا إلى النقص يعزى إلى حد ما إلى إغلاق مناجم الفحم الصغيرة والخطيرة.
وفي عام 2011م أنتجت سبعة من شركات تعدين الفحم الصينية 100 مليون طن متري من الفحم أو أكثر. وهذه الشركات كانت مجموعة شينهوا ومجموعة شنشى للفحم والصناعات الكيماوية ومجموعة شانشى لفحم الكوك ومجموعة داتونغ للفحم والمناجم ومجموعة جى تشونغ للطاقة ومجموعة شاندونغ للطاقة. وكان أكبر منتج للفحم مجموعة شانشى لفحم الكوك.
وفي عام 2015م كشفت الإحصاءات الرسمية أنه وبالمقارنة مع الإحصاءات السابقة أنه قد تم التقليل بشكل منتظم من انبعاثات غاز ثانى أكسيد الكربون(CO2) بحوالى 17٪ أي ما يعادل انبعاثات ألمانيا من غاز ثانى أكسيد الكربون (CO2).

#### منغوليا الداخلية

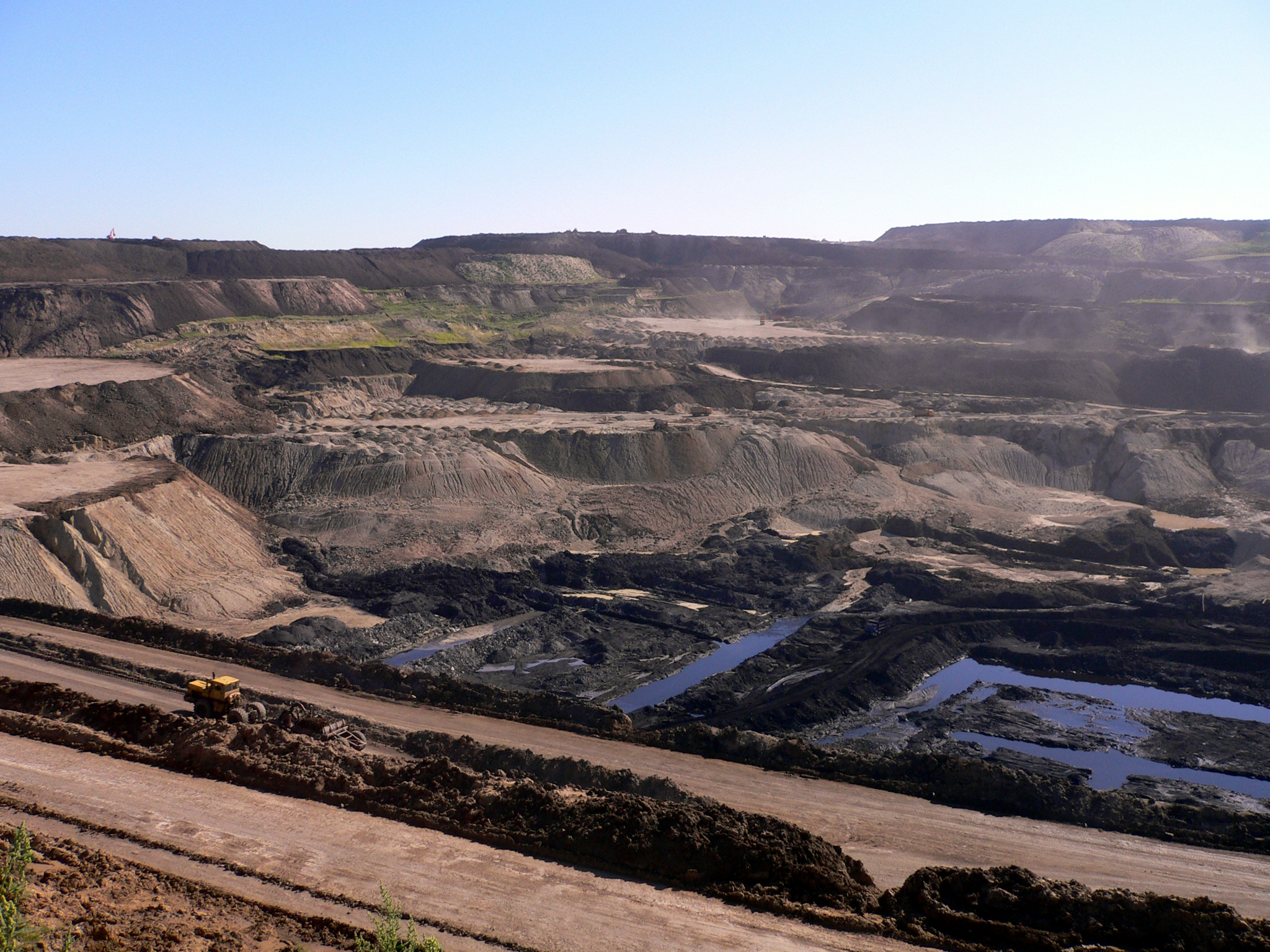
منجم للفحم بالقرب من هايلار.

الصين  لديها أكبر منجم مفتوح للفحم يقع في هيروسو في منطقة  منغوليا الداخلية ذاتية الحكم. وبدأ الإنتاج في 20 أكتوبر من 2008م. ويدار المنجم من قبل مجموعة شينهوا. ويقدر إنتاج الفحم عند 7 ملايين طن في الربع الرابع من عام 2008. مع طاقة استيعابية سنوية تبلغ 20 مليون طن من الفحم الخام. وسوف يعمل المنجم لمدة تبلغ حوالى 79 عاما. واحتياطيات الفحم الإجمالية تبلغ حوالي 1.73 مليار طن.ومنطقة منغوليا غنية بالفحم وخام  الكبريت.  والمناجم في منغوليا الداخلية تنمو سريعا في الإنتاج حيث أنتجت 637 مليون طن في عام 2009م.ويتم نقل الفحم من هذه المنطقة إلى الموانئ إلى سواحل الصين مما يؤدى إلى الاختناقات المرورية المزمنة والتأخيرعلى الطرق السريعة مثل طريق الصين الوطني السريع 110.

## استهلاك الفحم
استهلاك الفحم في الصين في عام 2010م كان 3.2 مليار طن متري سنويا. مما دفع اللجنة الوطنية للتنمية والإصلاح الذي تحدد سياسة الطاقة في الصين إلى اتخاذ اجراءات تهدف إلى الحفاظ على استهلاك الفحم في الصين عند أقل من 3.8 مليار طن متري سنويا.
مع الاستثمار في صناعة الفحم الذي يرتفع بمعدل سنوي يبلغ قدره 50% في السنوات الأخيرة حيث تعتبر الصين ستحتفظ بمركزها الرائد في الاستهلاك  العالمي من الفحم على الرغم من أنها تسعى إلى تنويع مصادرها من الطاقة. وخلال الأرباع الثلاثة الأولى من عام 2009م زاد استهلاك الفحم في الصين بنسبة 9% عن نفس الفترة من العام السابق 2008م إلى 2.01 مليار طن متري. ويتم استهلاك الفحم إلى حد كبير في إنتاج الطاقة وبصرف النظر عن هذا هناك الكثير يستخدم في الصناعة والتصنيع استخدام مع كمية صغيرة جدا نسبيا في الاستخدام المنزلي.
| الاستخدامات      | أنثراسايت | فحم الكوك | أنواع أخرى |
| ---------------- | --------- | --------- | ---------- |
| المنزلية         | 0         | 0         | 71.7       |
| الصناعية         | 24.6      | 16.3      | 342.1      |
| محطات الكهرباء   | 0         | 0.2       | 1305.2     |
| المحطات الحرارية | 0         | 0.19      | 153.7      |
| استخدامات أخرى   | 0         | 359.2     | 84.0       |

### توليد الكهرباء
الطاقة المتولدة من الفحم يتم توزيعها من قبل شركة توزيع الطاقة المملوكة للدولة. وتبلغ القدرة الكهربائية المولدة من دورة الفحم المركبة في الصين 907 غيغاوات أي 77% من إجمالي الطاقة الكهربائية وفي عام 2014م أصبحت التكنولوجيا السائدة في البلاد هي عملية تغويز الفحم بدلا من سحق الفحم لأنها أكثر تقدما وتوفيرا. ومن المعلوم أن الصين تتحرك نحو اقتصاد أكثر انفتاحا منذ عام 1990م وهذا يعتبر من الأسباب التي دفعتها إلى تكنولوجيا تغويز الفحم من قبل الشركات. وهناك خطط موضوعة لبناء محطة طاقة تستخدم تغويز الفحم بالدورة المركبة (IGCC) بحلول عام 2010م. وسوف تكون مزودة بأنظمة لإزالة انبعاثات الكربون والكبريت.وعلى الرغم من ذلك فإن أقل من 15% تحتوى على هذه الأنظمة.

### الاستخدام الصناعي
استهلاك الطاقة في الصين قائم في الغالب على قطاع الصناعة ومعظمها يأتي من استهلاك الفحم. وأحد من المستخدمين الرئيسيين للطاقة المستمدة من الفحم هي  صناعة الصلب في الصين.

### الاستخدام المنزلي

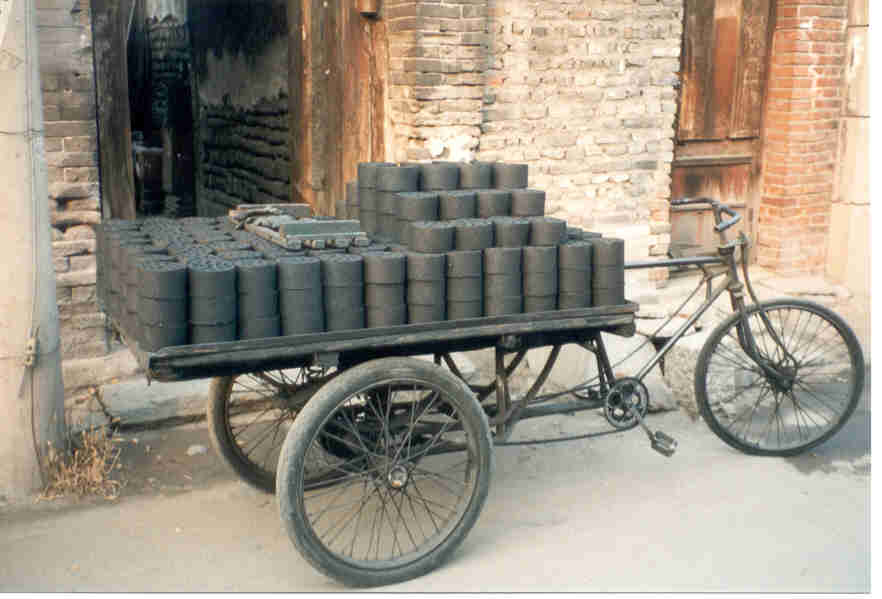
فحم للاستخدام المنزلي يتم نقله عن طريق استخدام دراجة ثلاثية العجلات في عام 1990م

في المدن المحلية حرق الفحم لم يعد يسمح به . أما في المناطق الريفية الفحم لا يزال يسمح باستخدامه من قبل الأسرالصينية وعادة حرق الفحم يتم في مواقد وهذا يملأ المنازل بمستويات عالية من المعادن السامة مما يؤدي إلى سوء نوعية الهواء الداخلي . وبالإضافة إلى ذلك الناس يأكلون الطعام المطبوخ على الفحم الذي يحتوي على  الكثير من المواد سامة وتشمل الزرنيخ و الفلور والزئبق.وهي تسبب الكثير من القضايا الصحية التي تشمل التسمم بالزرنيخ والإصابة بمرض  الهيكل العظمي حيث أن هناك أكثر من 10 ملايين شخص مصابين في الصين بالتسمم بالفلور بالإضافة إلى سرطان المريء وسرطان الرئة والتسمم با لسيلينيوم.
في عام 2007 كان استخدام الفحم و الوقود الصلب للأغراض المنزلية كان في كل مكان تقريبا في الأسرالريفية ولكن الانخفاض كان في منازل المناطق الحضرية. في ذلك الوقت وتشير التقديرات إلى أن عدد الوفيات المبكرة الناجمة عن تلوث الهواء في الأماكن المغلقة حوالى 420.000 الف حالة وفاة سنويا وهوعدد كبير جدا وأعلى بكثير من المستويات العالمية وبسبب تلوث الهواء تقدر حوالي 300.000 ألف حالة وفاة سنويا. وهذا بسبب ما يسببه تلوث الهواء من أمراض للجهاز التنفسي و سرطان الرئة و انسداد الشعب الهوائية المزمن  ومرض ضعف الجهاز المناعي وانخفاض وظائف الرئة. وبقياس مستويات التلوث في المنازل التي تستخدام الوقود الصلب سنجد أن الصين قد تجاوزت معايير جودة الهواء.والذى أدى إلى استخدام  تكنولوجيا  لتحسين جودة الهواء في الأماكن المغلقة مثل تركيب مدخنة وتحديث استخدام الطاقة الحيوية ولكن هذا بحاجة إلى مزيد من الدعم لجعل الفارق أكبر.

### التجارة الدولية
أصبحت الصين في عام 2008م مستورد صافى للفحم. وفي عام 2006م كانت صادراتها تفوق وارداتها بحوالى 25.1 مليون طن ولكن في عام 2007 كانت أكبر بمقدار مليوني طن فقط. وهذا أقل بكثير من 90 مليون طن صافي الصادرات في عام 2001م. أستراليا هي أكبر الموردين من الفحم إلى الصين حيث صدرت لها حوالى 4.52 مليون طن في عام 2007م.
وفي الربع الأول من عام 2015م انخفضت واردات الصين من الفحم بنسبة 42% عن العام السابق ويرجع ذلك إلى تباطؤ الاقتصاد ووضع معايير أكثر صرامة لمنع تلوث الهواء.

## انبعاثات غاز ثانى أكسيد الكربون (co2)
في عام 2014م بلغت انبعاثات الكربون من الصين حوالي 28.8% من المجموع العالمي وتقدر بحوالى  10.4 مليار طن من انبعاثات غاز ثانى أكسيد الكربون (CO2). 
ويعتقد أن استمرار الزيادة في توليد الطاقة المستمدة من الفحم في الصين قد يقوض المبادرات الدولية لخفض انبعاثات الكربون مثل بروتوكول كيوتو ، الذي دعا إلى خفض 483 مليون طن بحلول عام 2012م. وفي نفس الفترة الزمنية فإنه من المتوقع أن محطات الفحم في الصين قد تزيد انبعاثاتها من غاز ثانى أكسيد الكربون  (CO2) بمقدار 1,926 مليون طن أي أكثر من 4 أضعاف التخفيض المقترح.
انبعاثات غاز ثانى أكسيد الكربون (CO2) المرتبطة بالوقود الاحفورى في الصين من عام 1998م إلى عام 2004م (بملايين الاطنان المترية من CO2):
| الانبعاثات                                                               | 1998  | 1999  | 2000  | 2001  | 2002  | 2003  | 2004  |
| ------------------------------------------------------------------------ | ----- | ----- | ----- | ----- | ----- | ----- | ----- |
| من الفحم                                                                 | 2,363 | 2,287 | 2,339 | 2,472 | 2,518 | 2,731 | 3,809 |
| من الغاز الطبيعي                                                         | 47    | 51    | 57    | 64    | 69    | 72    | 83    |
| من البترول                                                               | 531   | 566   | 636   | 653   | 686   | 737   | 816   |
| من جميع أنواع الوقود الأحفوري                                            | 2,940 | 2,905 | 3,033 | 3,190 | 3,273 | 3,541 | 4,707 |
| المصدر: وزارة الطاقة الأمريكية(DOE)/ إدارة معلومات الطاقة الأمريكية(EIA) |       |       |       |       |       |       |       |

### الجهود المبذولة للحد من انبعاثات
تلوث الهواء في الصين أصبح سيئا للغاية وفقا لدراسة أجراها البنك الدولي حيث وجد أن تلوث الهواء يقتل حوالى  750.000 ألف شخص كل عام في الصين. وفي عام 2012م وعام 2013م تم تسجيل مستويات عالية من تلوث الهواء وردا على ذلك أصدر مجلس الدولة في سبتمبر عام 2013م خطة عمل للوقاية من تلوث الهواء والتي شددت على ضرورة خفض حصة الفحم في مزيج الطاقة إلى 65% في الصين بحلول عام 2017. ووسط تزايد القلق العام والاضطرابات الاجتماعية والحوادث المتزايدة في جميع أنحاء البلاد وعلى سبيل المثال في ديسمبر 2011م أوقفت الحكومة خطط لتوسيع محطة لتوليد الكهرباء تعمل بالفحم في مدينة هيمن بعد أن تظاهر حوالى 30.000 ألف من السكان المحليين ضدها لأن محطة توليد الكهرباء تعمل بالفحم كان وراء ارتفاع عدد مرضى السرطان والتلوث البيئي وانخفاض في عدد الصيادين وعملية الصيد المحلية.
بالإضافة إلى التكاليف البيئية والصحية في التي تدفعها الصين. أصبح اعتماد الصين على الفحم هو مدعاة للقلق على الصعيد العالمي. ويرجع ذلك في جزء كبير منه إلى الانبعاثات الناجمة عن حرق الفحم في الصين حيث أنها تحتل المركز الأول في انبعاثات غاز ثاني أكسيد الكربون أي أنها مسؤولة عن إنتاج ربع الانبعاثات العالمية من غاز ثانى أكسيد الكربون (CO2). ووفقا لدراسة حديثة أمريكية أنه حتى لوأن انبعاثات الولايات المتحدة من غاز ثانى أكسيد الكربون (co2) اختفت فجأة من العالم غدا سوف تتمكن هذه الانبعاثات من العودة إلى نفس المستوى في غضون أربع سنوات نتيجة لنمو الصين وحدها. واتخذت الدولة خطوات نحو مكافحة تغير المناخ من خلال التعهد بخفض كثافة غاز ثانى أكسيد الكربون (كمية غاز ثانى أكسيد الكربون (CO2) التي تنتج لكل دولار من الناتج الاقتصادي) بنحو 40% بحلول عام 2020م مقارنة بمستويات عام 2005. ووفقا لتقارير لوكالة  رويترز تشير إلى أن انبعاثات استهلاك الفحم سوف تستمر في الارتفاع  حتى خلال 2020م  حتى وإن كان بمعدل أبطأ. وحتى مع التدخلات الرئيسية بما في ذلك التحول إلى استخدام الغاز الطبيعى بدلا من الفحم. وبعبارة أخرى فان هدف خفض كثافة الكربون يتطلب تغيير كبير في مستوى انبعاثات الكربون واستهلاك الفحم. ومن أجل هذا الهدف أعلنت الصين عن خطة لاستثمار 2.3 تريليون يوان (376 مليار دولار) خلال عام 2015 في مشاريع توفير الطاقة والحد من انبعاثات.
شغلت الصين أول محطة كهرباء تعمل بالفحم  باستخدام عملية تغويز الدورة المركبة (IGCC). و تغويز الفحم هو عملية تحول الفحم إلى غاز قبل حرقها. ومن المقرر أن تبدأ عملياتها في عام 2009 في تيانجين قرب بكين.وقد وضعت في إطار مشروع يسمى( GreenGen) ورصدت مبلغ يبلغ حوالى 5.7 مليار دولارلإنتاج 650 ميجاوات من محطة توليد مشتركة بين مجموعة من الشركات المملوكة للدولة ومجموعة بيبودي للطاقة. وبالإضافة إلى مشاريع تغويز الفحم. يجب الإشارة أن محطات الفحم في الصين تعمل بشكل أكثر كفاءة من تلك التي في الولايات المتحدة بسبب ارتفاع نسبة الشباب.
في سبتمبر 2011م أعلنت وزارة حماية البيئة في الحكومة الصينية عن مستويات جديدة للانبعاثات القياسية لمحطات الطاقة الحرارية من أكاسيد النيتروجين والزئبق وأيضا تشديد الرقابة على انبعاثات غاز ثانى أكسيد الكبريت (SO2). جديد محطات الكهرباء التي تعمل بالفحم مجموعة تاريخ بداية عام 2012 وسوف تدخل محطات الطاقة الجديدة بحلول منتصف عام 2014م. كما يجب عليهم الالتزام بمستويات انبعاث الزئبق الجديدة قبل بداية عام 2015. ويقدر أن تهدف  مثل هذه التدابير أن تؤدي إلى انخفاض يمثل حوالي 70%  في انبعاثات أكاسيد النيتروجين من محطات الطاقة.
في عام 2012 وقعت مجموعة انكسيانج القابضة الصينية صفقة بمقدار 1.25 مليار دولار مع الشركة الأمريكية( GreatPoint) للطاقة لبناء محطة توليد طاقة على نطاق واسع حيث ستسخدام (GreatPoint)  الهيدروميثاناتيون الحفاز في عملية تحويل الفحم إلى غاز. حيث أن تكنولوجيا تحويل الفحم إلى الغاز الطبيعي  تمكن من التخلص من الملوثات الموجودة في الفحم وفحم الكوك والكتلة الحيوية وجعلها عناصر مفيدة أو أقل تلوثا. والأهم من ذلك أن ما يقرب من جميع الكمية المنبعثة من غاز ثانى أكسيد الكربون (CO2) سوف يتم السيطرة عليها أثناء  وعزلها في وسط معزول أو استخدامها في تحسين نوعية النفط المستخرج. وتبلغ إجمالي تكلفة المشروع بمبلغ 20–25 مليار دولار وسيتم توريد تريليون قدم مكعب من الغاز الطبيعي وهذا يمثل قفزة هائلة في حجم الإنتاج المحلي في الصين التي أنتجت في العام الماضي فقط 107 مليار قدم مكعب من الغاز الطبيعي. والصفقة أيضا تشمل الاستثمار في أسهم الشركة الصينية بحوالى 420 مليون دولار وهذا أكبر استثمارمن شركة أمريكية في تمويل شركة صينية من أي وقت مضى وهذا وفقا لمركز أبحاث الصناعة فينشر سكور.
الصين هي أول بلد التي تقوم على أساس نظام حكم الحزب الواحد باتخاذ خطوات نحو تطوير نظام لتبادل المعلومات حول الانبعاثات على الصعيد الوطني.

### بكين
قررت  الصين إغلاق أربعة من محطات توليد الطاقة التي تعمل بالفحم في منطقة بلدية بكين واستبدالها بالمحطات التي تعتمد على الغاز في محاولة لتحسين جودة الهواء في العاصمة. والأربع محطات مملوكة لمجموعة هواننغ الدولية للطاقة ومجموعة  داتانغ الدولية لتوليد الطاقة المحدودة ومجموعة  شينهوا الصينية للطاقة ومجموعة  بكين جينج نينج للطاقة الحرارية المحدودة وكانت إجمالي قدرة توليد الطاقة تبلغ حوالي 2.7 جيجاوات.وتم اغلاق أول محطة في عام 2014م وأغلق  اثنين آخرين في عام 2015م وآخرمحطة سوف تغلق في عام 2017.

### حرائق مناجم الفحم
يقدر أن حرائق مناجم الفحم في الصين تحرق حوالي 200 مليون كيلوغرام من الفحم كل عام. اوالحرائق المتكررة  تحدث في المنطقة الشمالية من مقاطعة شانشي حيث المناجم الصغيرة الغير قانونية. وعمال المناجم المحليين تستخدم المناجم المهجورة بحثا عن ملجأ من مثل هذه الحرائق. وتقدر إحدى الدراسات أن هذا يترجم إلى 360 مليون طن متري من انبعاثات ثاني أكسيد الكربون سنويا، والتي لم تكن تندرج في السابق كانبعاثات.
وأعلنت منطقة منغوليا الداخلية ذاتية الحكم شمال الصين عن خطط لإطفاء الحرائق في المنطقة بحلول عام 2012.وكانت معظم هذه الحرائق سببها سوء التعدين الممارسات بجانب الطقس السيئ حيث خصصت 200 مليون يوان (29.3 مليون دولار) في الميزانية لهذا الغرض.

## الحوادث والوفيات
في عام 2003م كان معدل الوفيات لكل مليون طن من الفحم المستخرج في الصين 130 مره أعلى مما كان عليه في الولايات المتحدة و250 مره أعلى مما كان عليه في أستراليا (حيث المناجم المفتوحة) و10مرات أعلى من الاتحاد الروسي (حيث المناجم تحت الأرض). ومع ذلك كانت أرقام السلامة في مؤسسات الفحم الرئيسية المملوكة للدولة كانت أفضل بكثير. وحتى مع ذلك ففي عام 2007م أنتجت الصين ثلث إنتاج العالم من الفحم ولكن كان أربعة أخماس وفيات الفحم على مستوى العالم كان في الصين وحدها. من المهم أيضا أن نذكر أن الصين أن صناعة تعدين الفحم تلجأ إلى العمل القسري وفقا لوزارة العمل الأمريكية التي أصدرت  تقرير في عام 2014م عن عمالة الأطفال و العمل القسري في جميع أنحاء العالم   كما أن هؤلاء العمال هم أكثر عرضة للأخطار من مثل هذه الأنشطة.

### مرض الانسداد الرئوي المزمن

معدل الاصابة بمرض الانسداد الرئوي المزمن لكل 100.000ألف نسمة في عام 2004.
لا توجد بيانات
أقل من 110
110–220
220–330
330–440
440–550
550–660
660–770
770–880
880–990
990–1100
1100–1350
أكثر من 1350

بينما لا يمكن أن تعزى مباشرة معظم الوفيات الناتجة عن الانبعاثات الخطرة من محطات الفحم إلى مرض الانسداد الرئوي المزمن بل يمكن ربطها أيضا بالتعرض للعناصر الثقيلة الضارة الموجودة في الهواء والى دخان السجائر وهناك أيضا عوامل أخرى. ويمثل هذا المرض 26 % من جميع الوفيات في الصين في عام 1988. وفق تقرير أعده البنك الدولي بالتعاون مع الحكومة الصينية وجدت أن حوالي 750.000 شخص يحدث لهم وفاة مبكرة في الصين كل عام بسبب تلوث الهواء. وفي وقت لاحق  طلبت الحكومة من الباحثين أن تخفف من هذهل الاستنتاجات.
معظم الوفيات المباشرة تحدث أثناء عملية استخراج ومعالجة الفحم. وفي عام 2007م  حوالى  1.084 عامل توفوا من أصل 3.770 عامل ماتوا في هذه السنة كان بسبب  الانفجارات الغازية  في المناجم . المناجم الصغيرة (التي تبلغ  90% من مجموع المناجم في الصين ) معروف بأن لديها أعلى معدلات للوفيات وحذرت الحكومة الصينية مناجم الفحم الجديدة من ارتفاع نسبة الغاز الخطيرة والتي لديها قدرة إنتاج أقل من 300.000 طن في محاولة لتقليل نسبة الوفيات إلى 20% بحلول عام 2010م. وا الحكومة تعهدت أيضا بغلق 4000 من المناجم الصغيرة لتحسين سلامة الصناعة. وبلغ مجموع العمال الذين يعملون في مناجم الفحم المملوكة للدولة حوالى 2.657.230 عامل في نهاية عام 2006م. 

### الحوادث
الحكومة أصبحت تضيق الخناق على عمليات التعدين غير المنظمة والتي تمثل ما يقرب من 80 % والتي يبلغ عدد المناجم حوالى 16.000منجم في الصين. وتم غلاق حوالي 1000 منجم من المناجم الصغيرة والخطيرة في العام الماضى وهذه الخطوة ساعدت في تقليل متوسط عدد عمال المناجم الذي كان يقتل  منهم حوالي ستة يوميا في الأشهر الستة الأولى من هذا العام وقالت الحكومة أن مشكلة الانفجارات الغازية في مناجم الفحم ما زالت هي المشكلة الرئيسية على الرغم من أن عدد الحوادث والوفيات يخفض تدريجيا سنة بعد سنة حسب ما صرح  رئيس إدارة الدولة لسلامة العمل لوه لين في المؤتمر الوطني في سبتمبر.
في الأشهر التسعة الأولى من عام 2009م وقعت 11 حادثة كبيرة في مناجم الفحم في الصين أوقعت حوالى 303 من الضحايا وكان السبب الرئيسى هو الانفجارات الغازية. ووفقا للحكومة المركزية أن معظم الحوادث يلقى باللوم فيها على الفشل في اتباع قواعد السلامة  بما في ذلك عدم وجود التهوية المطلوبة أو حدوث حريق في معدات التحكم.
تشير التقديرات غير رسمية في كثير من الأحيان إلى أن القتلى هو ضعف العدد الرسمي الذي أعلنت عنه الحكومة من قبل . ومنذ عام 1949 أكثر من 250.000 ألف حالة وفاة في مناجم الفحم قد تم تسجيلها. ومع ذلك  منذ عام 2002م فإن عدد القتلى أخذ في الانخفاض تدريجيا في حين أن إنتاج الفحم آخذ في الارتفاع بسرعة حيث وصل إلى الضعف خلال نفس الفترة.

### الحوادث حسب السنة

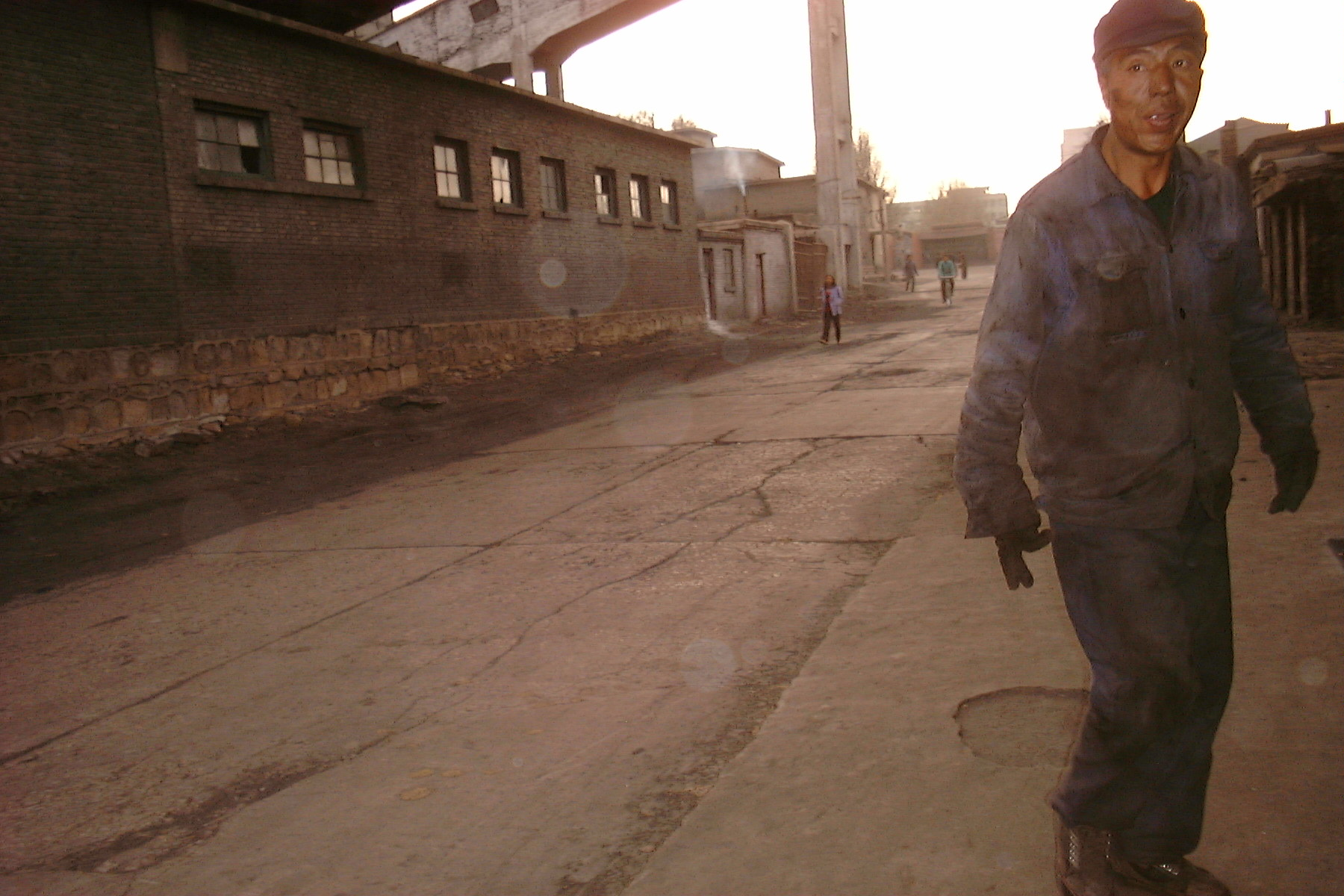
منجم للفحم في منطقة هيو جونج الصينية

| العام | عدد الحوادث | وفاة  | معدل الوفيات لكل مليون طن من الفحم |
| ----- | ----------- | ----- | ---------------------------------- |
| 2000  | 2.863       | 5.798 | 5.80                               |
| 2001  | 3.083       | 5.670 | 5.11                               |
| 2002  | 4.344       | 6.995 | 4.93                               |
| 2003  | 4.143       | 6.434 | 4.00                               |
| 2004  | 3.639       | 6.027 | 3.01                               |
| 2005  | 3.341       | 5.986 | 2.73                               |
| 2006  | 2.954       | 4.746 | 1.99                               |
| 2007  |             | 3.770 | 1.44                               |
| 2008  |             | 3.210 | 1.18                               |
| 2009  | 1.616       | 2.631 | 0.89                               |
| 2010  | [ 59 ]      | 2.433 |                                    |
| 2011  | [ 60 ]      | 1.973 |                                    |
| 2012  |             | 1.301 |                                    |
| 2013  |             | 1.049 |                                    |

المصدر: إدارة الدولة لسلامة العمل

## الآراء الدولية
في أكتوبر 2008م أصدرت كل من منظمة السلام الأخضر والصندوق العالمى  للحياة البرية تقريرا أوضحوا فيه التكلفة الحقيقية للفحم وكشف التقرير أن الآثار السلبية لحرق الفحم تعمل على تلوث المياه وتلوث الهواء والتكاليف البشرية في صناعة الفحم في الصين  التي تتمثل في الوفيات تكلف الصين 1.7 تريليون يوان اضافية  في السنة أي أكثر من 7% من الناتج المحلي الإجمالي. وأوصوا الصين بزيادة الضرائب على الفحم بنسبة قدرها 23% لتعكس التكاليف الحقيقية التي تتحملها الصين بسبب اعتمادها على الفحم.
 وأشار بعض المعبقين  إلى أن الصين قد اتخذت دور رائد في استخدام الفحم لتوليد الكهرباء بطرق نظيفة ومسؤولة. وعلى سبيل المثال أنشات الصين  محطات فحم جديدة تبلغ كفائتها حوالى (~44%) قبل الولايات المتحدة. في حين أن متوسط كفاءة الفحم لأسطول محطات توليد الكهرباء من الفحم في الصين لا تزال أقل من مثيلاتها في الولايات المتحدة وهي تسعى إلى غلق هذه الفجوة بسرعة. وفي عام 2009م طلبت الصين من الشركات بناء محطات جديدة من أجل ادخالها في الخدمة واخراج المحطات القديمة من الخدمة وسيتم بناء محطة جديدة مقابل كل محطة تخرج من الخدمة.
في عام 2015م أظهرت دراسة لصندوق النقد الدولى أظهرت أن الصين تدفع أكبر تكلفة من آثار تلوث الهواء في العالم.